# オマーン空軍
オマーン空軍（القوات الجوية السلطانية العمانية Al-Quwwat al-Jawiyya al-Sultaniyya al-'Umaniyya）は、オマーン軍の空軍である。

## 歴史
1959年にイギリスの支援を受けてオマーン・スルタン空軍として設立された。1990年にはオマーン王国空軍に改称。

## 航空機

### 戦闘機
- F-16C ブロック50 ×17機[1]
- F-16D ブロック50 ×6機[1]
- ユーロファイター タイフーン ×12機[1]
- BAe ホーク Mk203 ×12機[1]

### 哨戒機
- C295MPA ×4機[1]

### 練習機
- BAe ホーク Mk103 ×4機[1]
- BAe ホーク Mk166 ×7機[1]
- PAC MFI-17 Mushshak ×8機[1]
- ピラタス PC-9 ×12機[1]

### 輸送機
- C-130H ×3機[1]
- C-130J ×2機[1]
- C-130J-30 ×1機（要人輸送機）[1]
- C-295M ×4機[1]
- エアバスA320-300 ×2機[1]

### ヘリコプター
- スーパーリンクス Mk300  ×15機[1]
- NH90 TTH  ×20機[1]
- ベル 206（AB206） ×3機[1]
- ベル 212（AB212） ×3機[1]

### 退役済み
- ジャギュア[2]
- ホーカー ハンター[2]
- BAC-167[2]
- BN-2[2]
- BAC-111[2]
- ファルコン10[3]

- ショート スカイバン[2]
- ガルフストリーム[3]
- VC-10[3]
- AB205[2]
- ベル 214[2]
- AS202-18[2]

## 搭載兵装
- AIM-9M/P/X サイドワインダー[1]
- AIM-120C-7[1]
- AGM-84D ハープーン[1]
- AGM-65D/G マーベリック[1]
- EGBU-10 ペイブウェイII[1]
- EGBU-12 ペイブウェイII[1]
- GBU-31 JDAM[1]

## 対空火器
- NASAMS[1]

退役済み
- レイピア[2]